# 岩谷翔吾
岩谷 翔吾（いわや しょうご、1997年3月11日 - ）は、日本のダンサー、俳優であり、THE RAMPAGE from EXILE TRIBEのメンバー。
大阪府出身。LDH JAPAN所属。身長171cm。血液型B型。

## 略歴
2007年7月、小学5年の時に母親に連れられて『EXILE LIVE TOUR 2007 "EXILE EVOLUTION"』の大阪公演を観に行ったことでダンスに興味を持ち、同年からEXPG大阪校に通い始める。
2011年 - 2013年、GENERATIONSのサポートメンバーとして活動。
2014年、「EXILE PERFORMER BATTLE AUDITION」の合宿審査で落選するも、THE RAMPAGEの候補メンバーに選出される。同年9月12日、同グループの正式メンバーとなる。

## 人物
- 妹が1人いる[6]。
- 趣味は将棋で、日本将棋連盟公認のオンラインゲーム将棋ウォーズの三段を取得[7]。2020年11月3日配信のABEMA『シブザイル』の企画で、渡辺明名人（当時）と二枚落ちで対局し勝利した[8]。
- 実用マナー検定準1級の資格を取得[9]。
- 劇団EXILEの佐藤寛太は学生時代同じクラスであった[10]。また三原大樹、横浜流星も高校の同級生である[11]。

## 出演

### 映画
- HiGH&LOW THE MOVIE（2016年） - ケン 役[12]
  - HiGH&LOW THE MOVIE 2 / END OF SKY（2017年）
  - HiGH&LOW THE MOVIE 3 / FINAL MISSION（2017年）
- チア男子!!（2019年） - ⻑⾕川弦 役

### テレビドラマ
- HiGH&LOW THE WORST EPISODE.O（2019年7月 - 8月、日本テレビ） - ケン 役
- カフカの東京絶望日記（2019年9月 - 10月、MBS） - 秋野ナツオ 役
- リズスタ -Top of Artists!-（2022年4月 - 12月 、テレビ東京） - 星神リュウジ 役
- BLドラマの主演になりました クランクイン編（2024年1月2日、テレビ朝日） - 黒宮遼河 役[13]

### 配信ドラマ
- BLドラマの主演になりました クランクアップ編（2023年12月24日、TELASA） - 黒宮遼河 役[13]
  - 続・BLドラマの主演になりました（2025年6月13日 - 7月25日、TELASA）[14]

### 舞台
- 方南ぐみ企画公演
  - 「あたっくNo.1」（2017年6月）[15]
  - 朗読舞台「逢いたくて」（2017年8月）
  - 「THE 面接」（2018年4月）[16]
  - 朗読劇「青空」（2019年8月[17]、2025年1月、2月[18]）
- BOOK ACT
  - 「もう一度君と踊りたい」（2020年2月[19]、10月[20]）
  - 「STARTING POINT」（2022年1月）[21]
- REAL RPG STAGE「ETERNAL」（2021年9月） - ルーク 役[22]
  - REAL RPG STAGE「ETERNAL2」-荒野に燃ゆる正義-（2022年7月 - 8月）[23]
- PICK☆3（2023年1月 - 2月） - 玉川翔太 役[24]
- THE 面接（2023年7月）[25]
- 朗読劇「夢の値段」（2025年4月）[26]
- 朗読劇「夢から醒めない夢を見よ。」（2025年8月）[27]

### テレビ番組
- ギュッとミュージック（2019年5月 - 2023年2月、関西テレビ） - MC[28][29]

### ラジオ
- 三代目 J SOUL BROTHERS 山下健二郎のZERO BASE（2021年1月 - 、ニッポン放送）[30]

### CM
- アートアクアリウム美術館 GINZA（2023年）[31]

### 連載
- 集英社Webマガジンコバルト「岩谷文庫 〜君と、読みたい本がある〜」（2021年2月 - 2023年）[32]
- 青春と読書『君と、読みたい本がある』（2023年9月号 - 2024年8月号、集英社）[33][34]

### ミュージックビデオ
- EXILE
  - 「24karats -type EX-（こどもバージョン」（2008年）[35]
  - 「Choo Choo TRAIN」（2008年）[36]
  - 「銀河鉄道999」（2008年）[36]
  - 「Someday（こどもバージョン）」（2009年）[37]
- GENERATIONS from EXILE TRIBE
  - 「BRAVE IT OUT」（2012年）
  - 「ANIMAL」（2013年）
  - 「Love You More」（2013年）
  - 「HOT SHOT」（2013年）
  - 「AGEHA」（2016年）[38]
- iScream「つつみ込むように…」-TRIBE WITH THE RHYTHM Ver.-（2022年）[39]

## ライブ

### 参加
- EXILE LIVE TOUR 2025 "WHAT IS EXILE"（2025年3月29日）

## プロデュース
- 朗読劇「STARTING POINT」脚本（2022年）[21]
- 朗読劇「さくら舞う頃、君を想う」脚本・演出（2023年）

## 書籍

### 小説
- 選択（2024年10月10日、幻冬舎）[40]